# Metin Ahunbay
Metin Ahunbay (* 19. Mai 1935 in Istanbul; † Dezember 2014 ebenda) war ein türkischer Architekturhistoriker.

## Leben
Metin Ahunbay studierte nach dem Besuch des Robert College (1946–1955) an der Technischen Universität Istanbul Architektur bis zum Diplom 1961. Dort hörte er Architekturgeschichte bei Paolo Verzone und Doğan Kuban. Ab dem Wintersemester 1962/1963 studierte er mit einem Stipendium des DAAD Christliche Archäologie, Klassische Archäologie und Islamwissenschaften an der Universität Freiburg, insbesondere bei Johannes Kollwitz. 1969 wurde er dort mit einer Arbeit zu Kirchen in Kappadokien promoviert.
1971 wurde er Assistent an der Abteilung für Architekturgeschichte und Restaurierung der Technischen Universität Istanbul, 1978 dort Doçent und von 1988 bis zu seinem Ruhestand 2002 Professor.
Verheiratet war er mit Zeynep Ahunbay (* 1946), mit der er bei der Wiederherstellung eines Teilstückes der Landmauer von Istanbul (1991–1994) und der Wiederherstellung der Zeyrek Camii (Pantokratorkloster, mit Robert Ousterhout) zusammenarbeitete.

## Veröffentlichungen (Auswahl)
- Die Kızılkilise zu Sivrihisar und verwandte Denkmäler. Studien zu kreuzförmigen Kirchen Kappadokiens. Dissertation Freiburg 1969.
- Güneydoğu Anadolu’da geç antik-erken ortaçağ yapıları. Koç Üniversitesi Stavros Niarchos Vakfi Geç Antik Çağ ve Bizans Araştırmaları Merkezi, Istanbul 2021, ISBN 978-605-7685-96-4.